# Dicker-Stein-Turm
Der Dicke-Stein-Turm ist ein Aussichtsturm auf der Gemarkung der pfälzischen Landstadt Lambrecht (Pfalz).

## Lage
Der 7,3 m hohe Turm befindet sich südwestlich von Lambrecht und liegt an der Flanke des Schauerbergs (512,3 m ü. NHN) in einer Höhe von 370 m ü. NHN im Gewann Hoher Kopf auf der namensgebenden, als Naturdenkmal ausgewiesenen Felsformation Dicker Stein. Wenige hundert Meter weiter nördlich erstreckt sich bereits das Siedlungsgebiet von Lambrecht.

## Geschichte
Bereits 1896 wurde auf besagtem Fels ein Pavillon errichtet, der im Lauf der Jahrzehnte jedoch verfiel. Der Dicke-Stein-Turm wurde 1933 aus Holz errichtet und bietet zwei Aussichtsplattformen. In der Folgezeit wurde dieser ebenfalls zunehmend marode, sodass 1995 seine Sperrung folgte. 1996 und 1997 wurde er jedoch saniert. 2015/16 war der Turm erneut vorübergehend gesperrt, da einige Holzteile verwittert waren. Stand August 2016 ist der Turm jedoch wieder öffentlich zugänglich.

## Beschreibung
Der Dicke-Stein-Turm ist ein in Blockbauweise errichteter Holzturm mit quadratischem Grundriss und einer Kantenlänge von 3 m. Der Eingang zum Turm führt zu einem Innenraum, durch den man auf der Talseite eine angebaute Plattform erreicht, deren trapezförmige Brüstung auf dem vorspringenden Dicken Stein befestigt ist. Neben dem Eingang führt innen eine dreiteilige Holztreppe mit insgesamt 26 Stufen zur oberen, auf 6,2 m Turmhöhe liegenden Aussichtsplattform, von der sich ein sehr guter Blick auf Lambrecht und die weiter östlich liegenden Erhebungen der Haardt bietet.

## Tourismus
Der Turm liegt an einem Wanderweg, der mit einem blau-gelben Balken markiert ist.